# Сахаєвська сільська рада
Саха́євська сільська рада (рос. Сахаевский сельский совет) — муніципальне утворення у складі Кармаскалинського району Башкортостану, Росія. Адміністративний центр — присілок Сахаєво.

## Населення
Населення — 3090 осіб (2019, 3251 в 2010, 3051 в 2002).

## Склад
До складу поселення входять такі населені пункти:
| Населений пункт         | Населення, осіб (2002) | Населення, осіб (2010) |
| ----------------------- | ---------------------- | ---------------------- |
| Більський, присілок     | 496                    | 407                    |
| Красноярово, присілок   | 15                     | 21                     |
| Куяшкіно, присілок      | 57                     | 78                     |
| Сахаєво, присілок       | 1390                   | 1615                   |
| Сисканово, присілок     | 116                    | 109                    |
| Сімський, присілок      | 28                     | 42                     |
| Староакташево, присілок | 361                    | 414                    |
| Старошареєво, присілок  | 588                    | 565                    |